# Muhammad ibn Idris ash-Shafi`i

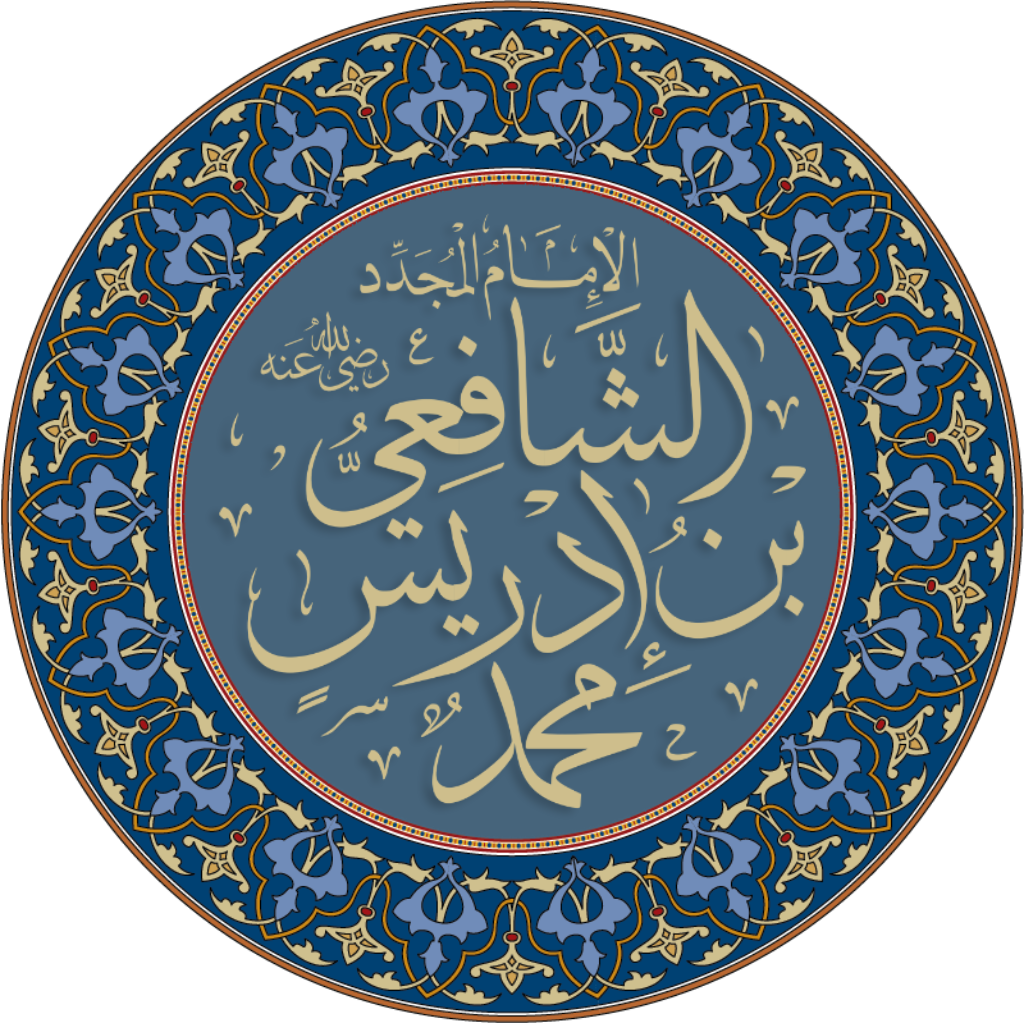
Muhammad ibn Idris ash-Shafi'i en caligrafía árabe.

Abū ʿAbdullāh Muhammad ibn Idrīs al-Shāfiʿī (en árabe: ابو عبدالله محمد بن إدريس الشافعيّ‎) fue un jurista musulmán que vivió entre 767 y 820. Sus enseñanzas jurídicas llevaron a la formación de la escuela Shafi'í del Fiqh (o Madhhab), que tomó su nombre. Por esta razón se lo llama usualmente Imán al-Shafi'i. Se lo considera el fundador de la jurisprudencia islámica.
Es conocido por ser el primero en escribir un libro sobre los Principios de jurisprudencia islámica, siendo el autor de una de las primeras obras sobre el tema: al-Risala. Su legado y enseñanza en la materia le dieron una forma sistemática, con lo que "influyó fundamentalmente en las generaciones posteriores que estuvieron bajo su impacto directo y obvio",  y "begin[ning] a new phase of the development of legal theory. "
Nació en Gaza, Palestina, en el clan Banu Muttalib de la tribu Quraysh, fue trasladado a la edad de dos años y criado en La Meca.  Posteriormente residió en Medina, Yemen, Bagdad en Irak, y Egipto, y también ejerció como juez durante algún tiempo en Najran. 

## Introducción
La biografía de al-Shafi'i es difícil de trazar. La biografía más antigua que sobrevive se remonta a Ibn Abi Hatim al-Razi (fallecido en 327H/939) y no es más que una colección de anécdotas, algunas de ellas fantasiosas.  De manera similar, más tarde se reprodujo una reseña biográfica escrita por Zakariyya ibn Yahya al-Saji, pero incluso entonces, ya se había infiltrado una gran cantidad de leyenda en la historia de la vida de al-Shafi'i. La primera biografía realista es de Áhmad Bayhaqi (f. 458H/1066) y está llena de leyendas pías. Lo que sigue a continuación es lo que parece más sensato según una perspectiva reduccionista moderna.

## Familia
Al-Shafi'i pertenecía al clan qurayshí de los Banu Muttálib que era el clan hermano de los Banu Háshim, al cual pertenecieron Mahoma y los califas abbasíes. Así pues, tenía contacto en los más altos círculos sociales, pero creció en la pobreza.

### Ancestros
Al-Shafi'i pertenecía al clan Qurayshi de Banu Muttalib, que era el clan hermano de los Banu Hashim, al que pertenecían Mahoma y los califas abbasíes. Este linaje pudo haberle dado prestigio, derivado de su pertenencia a la tribu de Mahoma, y del parentesco de su bisabuelo con él. Sin embargo, creció en la pobreza, a pesar de sus conexiones con los más altos círculos sociales.

### 767-786: era de Al-Mansur a Al-Hadi
Nació en Palestina (Jund Filastin) junto a la ciudad de Ashkelon en 767/768 CE/150 AH.  Su padre murió en Sham cuando él aún era un niño. Por temor a que se perdiera su linaje de sharif, su madre decidió trasladarse a La Meca cuando él tenía unos dos años. Además, sus raíces familiares maternas procedían de Yemen, y había más miembros de su familia en La Meca, donde su madre creía que estaría mejor atendido. Poco se sabe de los primeros años de vida de al-Shafi'i en La Meca, excepto que se crio en circunstancias pobres y que desde su juventud se dedicó al aprendizaje. Un relato afirma que su madre no podía permitirse comprarle papel, por lo que escribía sus lecciones en huesos, en particular en los huesos de los hombros. Estudió con Muslim ibn Jalid al-Zanji, el entonces juez de La Meca, por lo que se le considera su primer maestro. A los siete años, al-Shafi'i ya había memorizado el Corán. A los diez, se había aprendido de memoria el Muwatta] de Malik ibn Anas, momento en el que su maestro lo sustituía para enseñar en su ausencia. Al-Shafi'i fue autorizado a emitir dictámeness a la edad de quince años.

#### Primeros años, estudios con el Imam Málik
Nació en Gaza y se trasladó a La Meca cuando tenía unos dos años. Se dice que estudió con la "Escuela de La Meca" (que podría no haber existido, aunque se dice que algunos eruditos estuvieron activos en ella).[cita requerida] Luego se trasladó a Madínah para enseñar a otros el mensaje del Islam y ser instruido por Málik ibn Anas.
Al-Shafi'i se trasladó a Medina con el deseo de recibir más formación jurídica, como era tradición para adquirir conocimientos. Los relatos difieren en cuanto a la edad con la que partió hacia Medina; un relato situaba su edad en trece años, mientras que otro afirmaba que tenía unos veinte años. Allí, recibió clases durante muchos años del famoso Malik ibn Anas, que quedó impresionado con su memoria, conocimientos e inteligencia. A la muerte de Malik en 179 AH (795 CE), al-Shafi'i ya se había ganado la reputación de jurista brillante.  A pesar de que más tarde discreparía con algunas de las opiniones de Malik, al-Shafi'i le concedió el más profundo respeto refiriéndose siempre a él como el "Maestro".

#### Fitnah yemení
A la edad de treinta años, al-Shafi'i fue nombrado gobernador abbasí de la ciudad yemení de Najran. Demostró ser un administrador justo, pero pronto se vio envuelto en celos entre facciones. En 803 d. C., al-Shafi'i fue acusado de ayudar a los alids en una revuelta, por lo que fue convocado encadenado con varios alids ante el califa. [Harun al-Rashid]] en Raqqa. Mientras que otros conspiradores fueron condenados a muerte, la elocuente defensa de al-Shafi'i convenció al califa para que desestimara la acusación. Otros relatos afirman que el famoso jurista hanafí, Muhammad al-Shaybani, estuvo presente en el tribunal y defendió a al-Shafi'i como reconocido estudioso de la ley sagrada. Lo cierto es que el incidente puso a al-Shafi'i en estrecho contacto con al-Shaybani, que pronto se convertiría en su maestro. También se postuló que este incidente le impulsó a dedicar el resto de su carrera a los estudios jurídicos y a no volver a buscar un puesto en el gobierno.

### 786-809: era de Harún al-Rashid
Después vivió en La Meca, Bagdad y finalmente en Egipto.
Entre sus maestros estaban Málik ibn Anas y Muḥammad ibn al-Ḥasan al-Šaybānī, con los que estudió en Madínah y Bagdad.
Fue nombrado juez en Naŷrán en la época de Harún ar-Rashid. Los sunníes describen que su devoción por la justicia, incluso cuando significaba criticar al gobernador, le causó algunos problemas, y fue llevado ante el califa, acusado falsamente de ayudar a los alawíes en una revuelta. al-Shaybānī era el presidente de la justicia en ese momento, y su defensa de ash-Shafi'i, unida a la elocuente defensa del propio ash-Shafi'i, convenció a Harún ar-Rashid de que desestimara la acusación, y ordenó a al-Shaybānī que llevara a ash-Shafi'i a Bagdad. También fue un crítico acérrimo de los escritos de Al-Waqidi sobre la Sirah.
En Bagdad, desarrolló su primer madhab, influenciado por las enseñanzas tanto del Imam Abu Hanifa como del Imam Málik. Así, su obra allí es conocida como Al-madhab al-qadim li-l-imam ash-Shafi'i, o la Antigua Escuela de ash-Shafi'i.

#### Aprendizaje con al-Shaybani y contacto con los juristas hanafíes
Al-Shafi'i viajó a Bagdad para estudiar con el acólito de Abu Hanifah, al-Shaybani, y otros. Fue aquí donde desarrolló su primera escuela, influida por las enseñanzas tanto de Abu Hanifah como de Malik.[cita requerida]  Así, su obra se conoció como "al-madhhab al-qadim li-l-imam al-shafi'i", o la "vieja escuela de al-Shafi'i".[cita requerida]
Fue aquí donde al-Shafi'i participó activamente en las discusiones jurídicas con los juristas hanafíes, defendiendo enérgicamente la escuela de pensamiento maliki. Algunas autoridades destacan las dificultades que encontró en sus argumentos.  Al-Shafi'i acabó abandonando Bagdad para dirigirse a La Meca en 804 d. C., posiblemente debido a las quejas de los seguidores hanafíes hacia al-Shaybani de que éste se había vuelto algo crítico con la postura de al-Shaybani durante sus disputas. Como resultado, al-Shafi'i participó en un debate con al-Shaybani sobre sus diferencias, aunque se discute quién ganó el debate.
En La Meca, al-Shafi'i comenzó a dar conferencias en la Mezquita Sagrada, dejando una profunda huella en muchos estudiantes de jurisprudencia, entre ellos el fundador de la escuela hanbalí, Ahmad ibn Hanbal.  El razonamiento jurídico de Al-Shafi'i comenzó a madurar, ya que empezó a apreciar la fuerza en el razonamiento jurídico de los juristas hanafíes, y se dio cuenta de las debilidades inherentes tanto a la escuela de pensamiento malikí como a la hanafí.

### 809-813: La época de Al-Amín
Muhámmad ibn Harún al-Amín (787-813) (en árabe: محمد الأمين بن هارون الرشيد), califa abasí. Sucedió a su padre, Harún al-Rashid en 809 y gobernó hasta que fue asesinado en 813.

#### Salida hacia Bagdad y Egipto

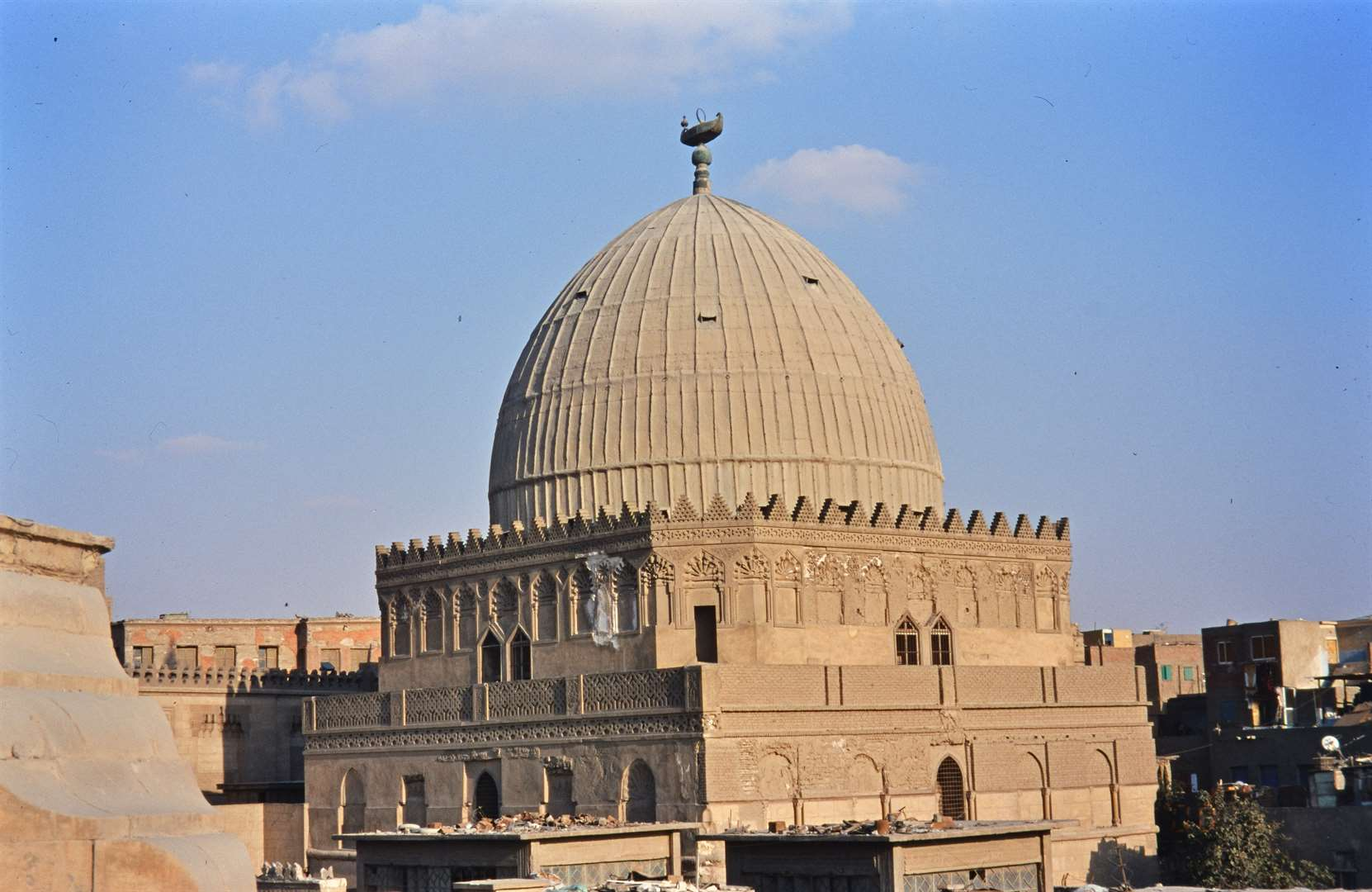
El Mausoleo del Imam al-Shafi'i en El Cairo, Egipto

Al-Shafi'i regresó a Bagdad en el año 810 de la era cristiana. Para entonces, su estatura como jurista había crecido lo suficiente como para permitirle establecer una línea independiente de especulación legal. Se dice que el califa al-Ma'mun ofreció a al-Shafi'i un puesto como juez, pero éste declinó la oferta.

### 813-820: La era de Al-Ma'mún

#### Muerte
Murió a los cincuenta y cuatro años el 30 de rayab del año 204 AH (820 AD). Fue enterrado en al-Fustat, Egipto.

## Legado
Saladino construyó una madrasa y un santuario en el lugar de su tumba. El hermano de Saladino construyó un mausoleo para él en 1211 tras la derrota de los Fatimíes. Sigue siendo un lugar donde la gente pide justicia.
Shafi'i desarrolló la ciencia del fiqh unificando las 'fuentes reveladas' –el Corán y el Hadith– con el razonamiento humano para proporcionar una base en la ley. Con esta sistematización de la shari'a proporcionó un legado de unidad para todos los musulmanes y evitó el desarrollo de sistemas jurídicos independientes y regionales.  Las cuatro escuelas jurídicas suníes o madhhabs mantienen sus tradiciones dentro del marco que estableció Shafi'i.
Shafi'i da nombre a una de estas escuelas jurídicas, la Shafi'í, que se sigue en muchos lugares del mundo islámico: Indonesia, Malasia, Egipto, Somalia, Yemen y partes del sur de India.
Hoy en día, muchos musulmanes de habla inglesa conocen el madhab del Imam Shafi'i a través de las obras traducidas Umdat as Salik (Reliance of the Traveller) y al-Maqasid, ambas realizadas por Sheij Nuh Ha Mim Keller.
Entre los seguidores de la escuela del Imam Shafi'i estaban:
- Muhammad al-Bujari
- Muslim ibn al-Hajjaj [cita requerida]
- Abu Da'ud [cita requerida]
- Al-Tirmidhi [cita requerida]
- Izz bin Abdul Salaam
- Al-Nasa'i [cita requerida]
- Ibn Majah [cita requerida] *Ibn Majah
- Imam Bayhaqi [cita requerida]
- Hakim al-Nishaburi [cita requerida] *Hakim al-Nishaburi
- Ibn Hibban [cita requerida] *Suyuti
- Suyuti [cita requerida] *Al-Dhahabi
- Al-Dhahabi [cita requerida]
- al Ghazali
- Al-Nawawi

### Obras
Fue autor de más de cien libros.
- Al-Risala – El libro más conocido de al-Shafi'i en el que examinó usul al-fiqh (fuentes de jurisprudencia): el Corán, la Sunnah, la qiyas (analogía), y la iŷma' (consenso de los eruditos). Existe una buena traducción moderna.
- Kitab al-Umm – su principal texto superviviente sobre fiqh shafi'í.
- Musnad ash-Shafi'i (sobre hadith) – está disponible con arreglo, árabe 'Tartib', por Áhmad ibn Abd ar-Rahman al-Banna.

### Visión sunita
Se cuentan muchas historias sobre la infancia y la vida de ash-Shafi'i, y es difícil separar la verdad del mito:
La tradición dice que memorizó el Corán a la edad de siete años; a los diez, había memorizado la Muwatta del Imam Málik; fue un mufti (con autorización para emitir fatwa) a los quince años. Recitaba el Corán todos los días en la oración, y dos veces al día en Ramadán. Algunos relatos apócrifos afirman que era muy apuesto, que su barba no superaba la longitud de su puño y que era muy negra. Llevaba un anillo en el que estaba inscrito: "Alá basta a Muhámmad ibn Idrís como relevo". También era conocido por ser muy generoso.
También era un arquero consumado, un poeta y algunos relatos lo califican como el más elocuente de su época.  Algunos relatos afirman que había un grupo de beduinos que venían a sentarse a escucharle, no por aprender, sino sólo para escuchar su elocuente uso de la lengua. Incluso en épocas posteriores, sus discursos y obras fueron utilizados por los gramáticos árabes. Recibió el título de Nasir al-Sunnah, el "Defensor de la Sunnah".
Amaba profundamente a Muhámmad. Al-Muzani dijo de él: "Dijo en la Antigua Escuela: 'La súplica termina con la invocación de las bendiciones sobre el Profeta, y su fin no es sino por medio de ella'". Al-Karabisi dijo: "Oí decir a al-Shafi'i que le disgustaba que alguien dijera 'el Mensajero' (al-Rasul), pero que debía decir 'el Mensajero de Alá' (Rasul Allah) por veneración a él". Dividía su noche en tres partes: una para escribir, otra para rezar y otra para dormir.
Los relatos apócrifos afirman que el Imam Áhmad dijo de ash-Shafi'i: "Nunca vi a nadie adherirse más al hadith que al-Shafi'i. Nadie le precedió en escribir los hadiths en un libro". También se afirma que el Imam áhmad dijo: "Ninguno de los eruditos del hadith tocó un tintero ni una pluma si no tenía una enorme deuda con al-Shafi'i".
El Imam Muhámmad al-Shaybani dijo: "Si los eruditos del hadith hablan, es en la lengua de al-Shafi'i".
Shah Waliullah afirmó:

Un Muŷtahid aparece al final de cada siglo: El Muŷtahid del siglo I fue Imam de Ahl ul-Sunnah, Úmar bin Abd ul-Aziz. El Muŷtahid del siglo II fue el Imam de Ahl ul-Sunnah Muhámmad Idrís as-Shafi'i, el Muŷtahid del siglo III fue el Imam de Ahl ul-Sunnah Abu ul-Hasan Ashari y el Muŷtahid del siglo IV fue Abu Abdullah Hakim Nishapuri.

Según muchos relatos, se dice que tenía memoria fotográfica. Una anécdota cuenta que siempre tapaba una cara de un libro mientras leía porque una mirada casual a la otra página lo grababa en la memoria.
Afirmaba que el juego del ajedrez era una imagen de la guerra, y que era posible jugar al ajedrez como ejercicio mental para la solución de tácticas militares.  El ajedrez no podía jugarse por una apuesta, pero si un jugador jugaba por un ejercicio mental, no estaba haciendo nada ilegal.  Siempre que el jugador tuviera cuidado de que su afición por el ajedrez no le hiciera infringir ninguna otra regla de la vida, no veía nada malo en jugar al ajedrez.  Él mismo jugaba al ajedrez, defendiendo su práctica con el ejemplo de muchos de sus compañeros.